# Celama spitzi
Celama spitzi är en fjärilsart som beskrevs av Karl Schawerda 1921. Celama spitzi ingår i släktet Celama och familjen trågspinnare. Inga underarter finns listade i Catalogue of Life.